# 奥拉维·奥扬佩雷
奥拉维·奥扬佩雷（芬蘭語：Olavi Ojanperä，1921年10月27日—2016年5月8日），芬兰男子皮划艇运动员。他曾代表芬兰参加1952年和1960年夏季奥林匹克运动会皮划艇比赛，获得一枚铜牌。